# Bušmani
Bušmani (Engl. Bushmen; sing. Bushman) su maleni narod ili grupa rasno, etnički i jezično srodnih plemena nastanjenih po velikom području na jugozapadu Afrike, uglavnom u pustinji Kalahari. Od svojih susjeda Nama Hotentota nazvani su San, a obje ove grupe klasificiraju se u porodicu Khoisan (izgovor kojsan). 

## Rasne karakteristike
Bušmani pripadaju najstarijem sloju stanovništva Afrike. Rasne karakteristike ih veoma razlikuju od ostalog afričkog stanovništva. Bušman živi u prirodi i od prirode, i toliko se aklimatizirao svome podneblju da su postali pravi medicinski fenomeni.  Uz nizak rast, kosu oblika zrna papra i steatopigiju,  Bušmani se odlikuju svojom prilagođenošću vrućem i isušenom beskišnom području, što se vidi po nepostojanju znojnih žlijezda, nemogućnošću da pljunu i izvanrednom zaštićenošću ženskih spolnih organa velikim usnama. Oni se izvanredno orijentiraju u svom jednoličnom nepreglednom području, a ipak ne postoji ni jedan zapis da se netko od njih izgubio, ili da je umro od žeđi. 

## Običaji
Bušmani su izvorni stanovnici južne Afrike, lovačko-sakupljačko stanovništvo koje lukom i strijelom, hvata antilope i drugu manju divljač, te sakuplja jestivo korijenje i drugo bilje. Nastambe Bušmana su skloništa od trave, šiblja ili koža. Lončarstva nemaju, nego se služe ljuskama od nojevih jaja u kojima sakupljaju vodu koju dobivaju cijeđenjem korijenja nekih biljaka. Ove rezerve vodu Bušman pohrani na nekom mjestu gdje će ga bez problema naći kada mu bude neophodna. Bušmani vole otvoreni prostor, i vode nomadski život organizirani po malenim mobilnim grupama koje se sastoje od nekih 25 osoba, muškaraca, žena i djece. 
Bušmani su šamanisti. Kod njih postoji vjera (južni Bušmani) u spiritualno biće /Kaggen, on je stvaralac mnogih stvari i junak mnogih mitova, nekad je budalast, nekad pametan, pomaže ili dosađuje ljudima. Riječ ' /Kaggen' označava bogomoljku (mantis),  ali on nije uvijek samo bogomoljka, nego može uzeti i oblik elanda, zeca, zmije ili lešinara, bogomoljka je samo jedna od njegovih mnogih formi. Eland (Taurotragus) je njihova najsvetija životinja. Suvremeni Bušmani Kalaharija vjeruju u dva boga, jedan živi na istoku, a drugi na zapadu, također kao i južni Bušmani vjeruju u duhove mrtvih, ali obožavanje predaka nije prisutno. Šaman Bušmana ulazi u trans i štiti ljude od bolesti ili zlih duhova i sposoban je kontrolirati vrijeme. Malenom magičnom strelicom odapetoj iz  'bušmanskog pištolja' u smjeru neke osobe može izazvati smrt ili bolest.
Luk i strijela  -
Lukovi Bušmana dugi su oko 3 stope (nešto manje od metra) napravljeni od elastičnog drveta, ravnog i pažljivo izabranog.  Strijela se sastoji od 4 dijela, vršak je isprva bio izrađen od kamena ili kosti, ali kasnije, pod utjecajem Bantua, dobili su trokutasti željezni šiljak. Prilikom lova, u trenutku kada strelica pogodi lovinu, vršak ostane zaboden u životinji i odlomi se od ostatka strelice. Lovac kasnije pronađe strijelu u bušu, gdje je pogodio životinju, i ona se opet kasnije može upotrijebiti stavljanjem drugog vrška. Strelice s ovako labavo pričvršćenim vršcima, izrađuju se da ne bi došlo do njenog oštećenja, prilikom bijega životinje kroz buš, odnosno grmlje. Tobolac za strijele izrađuju od korijena akacije. 
Vatra  -
Tradicionalni metoda paljenja vatre je s dva štapića. Tvrđi štapić drži se među dlanovima i brzo okreće u rupi udubljenoj u mekšem komadu štapića koji se pridržava stopalima. Suho lišće ili trava služi kao potpala koja će lako planuti.

## Jezik
Jezik Bušmana pripada porodici khoisan kojemu članovi i jezici plemena Hotentota i Kindiga (Hadzapi). Neobičan je zbog svojih "klik"-glasova koji zvuče poput pucketanja jezikom (coktavi jezik, narječje klik). Šest bušmanskih klik-glasova su: 
- dentalni (/),
- alveolarni (≠),
- alveolo-palatalni (!),
- cerebralni (),
- lateralni (//) i
- labialni ili retrofleksivni ().

## Plemena
Plemena: (u i oko Kalaharija)
Središnji Bušmani (Central Bushmen)
- /Anda. Bocvana, Khwai River blizu Kxoe. pop. 1,000 (1997.)
- Mbarakwena (Bugakwe, Kxoe, Khwe, Kwengo, Barakwena, G/anda). Angola (11,000); Bocvana: (3,900); Namibija: (2,000); Zambija: (100).  Jezik Kxoe. Angola (rijeka Kwando ), Namibija i Bocvana (Okavango) - Black Bushmen.
- ≠Dukwe. Bocvana SE od Lake Ngami i Hainavelda.
- Gana (G//ana, //Ganaa,  Kanakhoe, G||ana-Khwe, Gxanekwe, //tanekwe, River Bushmen, Swamp Bushmen, G//ani, //ani, Xanekwe) 2.000 Bocvana. Jezik gana. Bocvana, oko delte Okavangoa. Kolektivni naziv za 'River Bushmen'. 
  - ≠Garikwe. Bocvana Okavango Delta. podgrupa od  /Tannekwe.
  - ≠Gokwe. Bocvana Okavango Delta. podgrupa od  /Tannekwe.
  - Deti.- Bocvana južno od Okavango Delte. podgrupa od  /Tannekwe. 'Ethnologue njihov jezik svrstava u //Aikwe.
- ≠Kabakwe. Bocvana SE of Lake Ngami i Hainavelda.
- Galikwe.- Bocvana - Istočni Caprivi.
- Hiechware.- NE Bocvana i Zimbabwe - Vlastito ime 'People of open country.
- Hukwe.- Bocvna - sjeverno i istočno od Okavango Delte.
- K"am-Ka-Kwe.- Bocvana, kolektivno, znači  'Mouths People'
  - Tsaukwe.- NW Bocvana N & E od Ghanzi-ja. Podgrupa od K"am-ka Kwe.
  - //Aikwe.- NW Bocvana, blizu Ghanzi. Podgrupa od K"am-ka Kwe.
  - Amkwe.- Kod Gobabisa.
  - !Ginkwe. W Bocvana blizu Gobabisa. Podgrupa of K"am-ka Kwe
  - Tsonokwe.- W Bocvana blizu Gobabis. Podgrupa od K"am-ka Kwe
- Khakhea (?).- pleme i istoimeni jezik (Dorothea Bleek 1913).
- /Khessákhoe.
- Ohekwe. Bocvana duž rijeke Botletle.
- Shua.- Bocvana, Makadikgadi Pans - Boteti i Nata. Pop. 19,000 (1995.)
- Tengyanateng.- ili "people from deep within the deep"
- Kwadi.- SW Angola - Mossamedes - !O Kung po lokaciji.
- Kua... 800 Bocvana. Jezik kua. Bocvana južno od Central Kalahari Reserve blizu Puduhudu
- Tshasi.- Bocvana jugoistočni Kalahari blizu Kua.

Sjeverni Bušmani !Kung Bušmani (Northern Bushmen). 50,100 (1996.). Kolektivno ime za Bušmane u sjevernoj Namibiji i južnoj Angoli. 
- Central Kung (!O Kung, Juhoansi, Ju/'hoansi) Angola: 4,700; Bocvana; 4,900;  Namibija: 4,100. (govore jezikom Ju/'hoan). Angola - !O Kung -Kolektivni znanstveni naziv tokom 1930-tih, nastao od !O Ku.
- Ju/wasi. istočna Namibija i zapadna Bocvana oko Tsumkwe
- Auen (Au//eisi,  Southern !Kung). Bocvana: 2,000; Namibija: 5,100.  Jezik: Kxauein. Namibija, podgrupa od Ju/wasi.
- Bakubai.- SW Angola - Mossamedes. Bantu termin. !O Kung po lokaciji.
- Bakwisso.- SW Angola - Mossamedes. Bantu termin. !O Kung po lokaciji.
- Basukuwera. Angola - Termin korišten od Bantua u središnjoj regiji.
- Mahura.- Bocvana duž donjeg toka Botletle. Srodni s Ohekwe.
- Maligo.- oficijelni naziv za ovu grupu Bušmana.
- Khankhala. Angola.
  - Gwi (G/wi, /Gwi) …2,500 Bocvana. Jezik gwi. Bocvana blizu Xade u Central Kalahari Reserve.
- !Kung (Northern !Kung). Angola.
  -     - Lokalne grupe: Aukwe (Angola, Bocvana, Namibija);

  - ≠Kungau. NE Namibija oko rijeke Okavango. Dio !Kunga.
  - !Ogokwe. Sjeverna Namibija oko Omuramba Omatako.
- Kung-Ekoka.- Namibija i Angola oko Owambolanda i Okavangoa. Pop. 5000 (1985)

Južni Bušmani (Southern Bushmen)
- /Auni. donji tok Nossob Rivera.
- Cara.- U Shua.
- Chwagga.- u Hai//om
- Danisi. U Shua.
- Drakensberg Bushmen.- generalni naziv za Lesotske i Natal Drakensberg Bušmane.
- Hai//om.- oko Grootfontiena, Namibia.
- Hei-//om.- Namibija oko područja Etosha Pan. Vlastito ime 'Tree Dwellers'.
- ≠Hua. Bocvana - Južni Kalahari, područje Kweneng. Pop 1500
- !Khomani (Khomani. Oko Kgalagadi Transfrontier Park area.  //Kxau), //Ng!ke
- //N!ke. Južnoafruička Republika oko Gordonia na sjever do Upington.
- /Nu//en. SE Namibija - doline Upper Nossob i Auhoup (nestali).
- !Xo. Južna Bocvana oko Kanga i Bokspits-a, te do doline Okwa.
  - Kakia
- /Xam-ka!ke. Kolektivno za Cape Bushmen južno od Orange Rivera.
- //Xegwi (Batwa). Južnoafruička Republika blizu granice Swazilanda. Nestali.
- Lake Chrissis Bushmen (?) Swaziland - Posljednji preživjeli umro 1960's.
- Mamantso.-  Bantu ime za Bušmane oko Weener-a, Orange Free State.
- Nusan.- Bocvana (N. Kalagadi, S. Ghanzi) i Namibija. Pop. 4000 (1995.)
- Seroa.- Oko Lesota. Izumrli jezik imao je tri dijalekta.
- Twa.- Ime od Bantua.

Tyua.- Kolektivni naziv Bušmanima u Orange Free State. SA
Namibski Bušmani. Nestali oko 1930. Ima mješanaca koji govore nama-jezik, ali su po kulturi Bušmani.
- /Geinin,
- /Huinin.- Namibia, krajnji Huib-Hoch Plateau.
- /Xoma (/Koma). Namibia - Schwarzrand i Tirasberg Plateau.
- //Obanen.  Namibija - na mjestu gdje se spajaju Great Fish i Orange river.
- ≠Ganin (/Ganin). Namibija, Namib desert između Luderitza & Conception Baya (Naukluftberga i Grootfontiena).

Ostali mazivi (neklasificirane i miješane skupine)
- Berikumo. ?
- !Kgu ?
- /Khau-/esi. ?
- /Nanani ?
- Barwa (Morwa).- generični naziv, Sotho i Tswana termini. Multiple of Barwa. Mješanci.
- Basarwa.- generični naziv, Bocvana - Službeni i Tswana termin. sada 'Remote Area Dwellers'
- Dokko.- Krapf-ov termin za jedan bušmanoliki narod.
- Dongo.- Battel-ov naziv za maleni narod kod Ohongo-a u Ashango-u.
- Elgunono.- bušmanoliki narod.
- Ngami Bushmen. generični naziv za Bušmane južno od Okavango Delte.
- Andoroba. Bušmanoliki narod
- Masele.- Zimbabveanski Bušmani.
- Ohongo. Du Chaillu koristi ovaj naziv za maleni narod u Ashangu.
- Sandawe.- Oni nisu Bušmani nego maleno pleme u Tanzaniji koji govori jezik srodan ili sličan bušmanskom, uključujući click-glasove.

## Bušmani danas
Današnji Bušmani su dijelom pod utjecajem zapadnjačke kulture. Neki od njih počeli su uzgajati goveda i koze, radije nego da idu u lov i sakupljanje. Pojavljuju se i prve škole.

## Poznati Bušmani
- N!xau, Glumac. Rođen 16. 12. 1944. u Namibiji. Umro je 1. 7. 2003 od tuberkuloze,  sahranjen je u mjestu Tsumkwe 11 dana kasnije.

Filmovi: *Bogovi su pali na tjeme (1984) ; *Bogovi su pali na tjeme II (1990) 

## Vanjske poveznice
- ‘HUNTING IS OUR HERITAGE’ ;
- Current Trends Among the San of Southern Africa   Arhivirana inačica izvorne stranice od 19. prosinca 2005. (Wayback Machine)
- hunter-gatherers in southern Africa